# Interfaz Dependiente del Medio

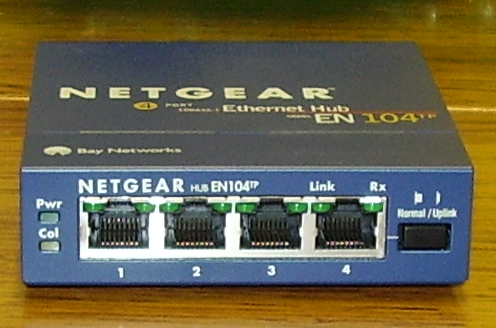
Hub con cuatro puertos RJ-45, alrededor de 1998

Una interfaz dependiente del medio (MDI en inglés) describe la interfaz (tanto física como eléctrica / óptica) en una red informática desde una implementación de capa física hasta el medio físico utilizado para llevar la transmisión. Ethernet sobre par trenzado también define una interfaz dependiente del medio cruzado (MDI-X en inglés). Los puertos MDI-X automáticos en las interfaces de red más nuevas detectan si la conexión requiere ser cruzada, y automáticamente elige la configuración MDI o MDI-X para que coincida correctamente con el otro extremo del enlace.
Interfaz Dependiente del Medio (MDI en inglés: Medium Dependent Interface) es un puerto o interfaz Ethernet cuyas conexiones eléctricas o pines normalmente corresponden a la distribución T568A de la norma TIA/EIA-568-B. Comúnmente las tarjetas de red (Network Interface Card) poseen este tipo de interfaz, mientras que los concentradores (hubs) y conmutadores (switches) tienen interfaces MDIX.
En los concentradores (hubs) y conmutadores (switches) las interfaces MDI se usan para conectar a otros hubs o switches sin el cable de red cruzado (que sería lo habitual) y se conocen como puertos MDI o puertos uplink. Estas interfaces son especiales y normalmente pueden ser configuradas manualmente o por software para que se comporten como MDI o MDIX.
|            | MDI        | MDI-X      | Auto MDI-X |
| ---------- | ---------- | ---------- | ---------- |
| MDI        | cruzado    | directo    | cualquiera |
| MDI-X      | directo    | cruzado    | cualquiera |
| Auto MDI-X | cualquiera | cualquiera | cualquiera |

Existen interfaces que cambian su estado de MDI a MDIX automáticamente.
MDI-X: La X hace referencia al hecho de que los cables de transmisión de un dispositivo MDI deben estar conectados a los cables de recepción de un dispositivo MDI-X. Los cables de conexión directa conectan los pines 1 y 2 (transmisión) en un dispositivo MDI a los pines 1 y 2 (recepción) en un dispositivo MDI-X. De manera similar, los pines 3 y 6 son pines de recepción en un dispositivo MDI y pines de transmisión en un dispositivo MDI-X. La norma es que los hubs de red y switches utilicen la configuración MDI-X, mientras que todos los demás nodos, como ordenadores personales, estaciones de trabajo, servidores y enrutadores, utilicen una interfaz MDI. Algunos enrutadores y otros dispositivos tenían un interruptor de enlace uplink/normal para cambiar entre MDI y MDI-X en un puerto específico.